# Yam Madar
Yam Madar (hebräisch ים מדר) (* 21. Dezember 2000 in Beit Dagan) ist ein israelischer Basketballspieler.

## Werdegang
Madar spielte als Heranwachsender für Maccabi Beit Dagan in seiner Heimatstadt, mit 15 Jahren wechselte er zu Hapoel Tel Aviv. Ab der Saison 2018/19 kam er in Hapoels Profimannschaft zum Einsatz. Bereits in seinem zweiten Jahr (2019/20) war er Leistungsträger (29 Ligaspiele: 9,3 Punkte/Spiel).
Beim NBA-Draftverfahren 2020 sicherten sich die Boston Celtics an 47. Stelle die Rechte an Madar. Sein Landsmann Deni Avdija wurde vor ihm ausgewählt, sodass zum zweiten Mal nach 2006 zwei israelische Spieler bei ein und demselben Draftverfahren aufgerufen wurden. Madar wechselte anschließend nicht in die Vereinigten Staaten, sondern spielte weiterhin für Hapoel Tel Aviv. In der Saison 2020/21 steigerte er seine Punktausbeute in der israelischen Liga auf 17,1 je Begegnung, des Weiteren bereitete er statistisch pro Spiel 4,3 Korberfolge seiner Mannschaftskameraden vor. Madar rief 2021 ein Gericht an, um sein Vertragsverhältnis mit Hapoel Tel Aviv zu klären. Das Gericht stellte einen für die Saison 2021/22 gültigen Vertrag zwischen Madar und Hapoel fest, sodass kein ablösefreier Wechsel möglich war. Im August 2021 gab Partizan Belgrad Madars Verpflichtung bekannt. Zuvor war er auch mit dem deutschen Bundesligisten Ratiopharm Ulm in Verbindung gebracht worden.
Im Sommer 2023 nahm Madar ein Angebot von Fenerbahçe Istanbul an. Er gewann mit der Mannschaft im Jahr 2024 die türkische Meisterschaft. Zur Saison 2024/25 wechselte der Aufbauspieler zum FC Bayern München in die deutsche Bundesliga. Madar verließ den FC Bayern Ende November 2024 wieder und kehrte zu Hapoel Tel Aviv zurück. Im April 2025 gewann er mit Hapoel den EuroCup.

### Nationalmannschaft
Madar gewann unter anderem an der Seite von Deni Avdija im Jahr 2019 die U20-Europameisterschaft.